# Svenska popfavoriter - 15 hits
Svenska Popfavoriter - 15 Hits är ett samlingsalbum utgivet 1998 av Sonet Grammofon med den svenska sångerskan Py Bäckman.

## Låtförteckning
| Nr  | Titel                         | Låtskrivare              | Längd |
| --- | ----------------------------- | ------------------------ | ----- |
| 1.  | "Jag lever"                   | Py Bäckman               | 3:07  |
| 2.  | "Skuggor i skymningen" (live) | Dan Hylander             | 3:48  |
| 3.  | "Mörkrets vargar"             | Py Bäckman               | 3:52  |
| 4.  | "Sista föreställningen"       | Py Bäckman               | 6:16  |
| 5.  | "Con-Cordelia"                | Py Bäckman               | 4:01  |
| 6.  | "Flyg iväg"                   | Py Bäckman, Dan Hylander | 4:02  |
| 7.  | "Till en vän?"                | Py Bäckman               | 4:32  |
| 8.  | "Fred nu"                     | Py Bäckman               | 4:45  |
| 9.  | "Kristall"                    | Py Bäckman               | 4:46  |
| 10. | "Jones den förskräcklige"     | Py Bäckman               | 4:38  |
| 11. | "Camelot"                     | Py Bäckman               | 5:09  |
| 12. | "Hellre ogräs"                | Py Bäckman               | 4:37  |
| 13. | "Röd sammet"                  | Py Bäckman               | 3:46  |
| 14. | "Svindlande höjder"           | Py Bäckman               | 5:14  |
| 15. | "Doctor, Doctor"              | Py Bäckman               | 4:34  |